# ایلکا مکلا
ایلکا مکلا (فنلاندی: Ilkka Mäkelä؛ زادهٔ ۲۵ ژوئن ۱۹۶۳) بازیکن سابق و مربی فوتبال اهل فنلاند است.
از باشگاه‌هایی که در آن بازی کرده‌است می‌توان به باشگاه فوتبال هاکا، باشگاه فوتبال رووانیمی پالوسئورا، و باشگاه فوتبال میپا اشاره کرد.
وی همچنین در تیم‌های ملی فوتبال زیر ۲۱ سال فنلاند و فنلاند بازی کرده‌است.